# Meteorito Putinga
O meteorito de Putinga é o fragmento proveniente da explosão de um asteroide que se projetou sobre o solo de Putinga (Rio Grande do Sul) às 16h 30min do dia 16 de agosto de 1937. Os fragmentos do meteorito caíram numa área bastante ampla, que compreende também os atuais municípios de Anta Gorda, Arvorezinha, Ilópolis, São José do Herval e Encantado. A queda dos maiores fragmentos foi presenciada na Linha Rui Barbosa, localidade situada a 2 km da cidade de Putinga. Por relatos orais, viu-se um som tipo silvo, uma bola brilhante que deixava um rastro de fumaça, e depois um grande estrondo, semelhante a um prolongado trovão, seguindo-se a queda dos fragmentos, com elevação de poeira. Sentiu-se forte cheiro de enxofre e houve formação de espessa nuvem de fumaça. A queda ocorreu em área pouco habitada, mas as Sras. Rosa Secco e Maria Fachinello a presenciaram, pois trabalhavam na lavoura. Rosa Secco diz que, após o estrondo, pedras com brilho de vidro rolaram pela encosta do morro em que ela estava, a poucos metros de distância. Em 1994, ela descreveu o fenômeno ao geólogo Pércio de Moraes Branco, quando este visitou o local, acrescentando que recolheu grande quantidade daquelas pedras, das quais ainda guardava uma na ocasião.
O maior dos fragmentos (45 kg) pode ser visto no Museu de Mineralogia do Instituto de Geociências da Universidade Federal do Rio Grande do Sul em Porto Alegre. Outro está no Museu Geológico da Bahia em Salvador, havendo um terceiro fragmento em exposição no Museu Municipal da cidade de Putinga. Este mede cerca de 10 × 7 × 5 cm, pesando aproximadamente 1,5 kg. Existe um outro fragmento de 9 kg no Museu Anchieta de Ciências Naturais do Colégio Anchieta de Porto Alegre. No total, foram recolhidos cerca de 200 kg de material.